# Delta Ethniki
La Delta Ethniki fue la cuarta división de fútbol de Grecia y la división más baja a escala nacional que existió de 1982 hasta su desaparición en 2013.

## Historia
La liga fue creada en 1982 y participaron 137 equipos provenientes de las divisiones regionales. En la liga participaron equipo que llegaron a jugar en la Super Liga de Grecia como Ethnikos Piraeus FC, Apollon Smyrnis y Atromitos FC y estuvo activa por 31 años hasta que al finalizar la temporada se decide fusionar la liga con la Gamma Ethniki, la tercera división nacional.

## Formato
La liga estaba compuesta en su primera temporada por 137 equipos divididos en siete grupos según su ubicación geográfica y en esa temporada los ganadores de cada grupo más el mejor segundo lugar lograban el ascenso a la Gamma Ethniki y el peor de cada grupo descendía a las ligas regionales.
A finales de los años 1980 se decide bajar la cantidad de equipos participantes a 70 y dividirlos en cuatro grupos otorgando cuatro ascensos a la tercera división, pero dos temporadas después deciden aumentar la cantidad de equipos a 116 y dividirlos en seis grupos otorgando seis ascensos, aumentando la cantidad de equipos a 2018 divididos en diez grupos otorgando 11 ascensos.
La mayor cantidad de participantes en la liga fue de 231 en la temporada 1991/92 y fue variando con el paso de los años y en la última temporada participaron 137 equipos y fueron divididos en 10 grupos donde el campeón de cada grupo ascendió a la Gamma Ethniki.

## Ediciones anteriores
| Temporada | Gruops | Equipos | Campeones |
| --------- | ------ | ------- | --- |
| 1982–83   | 7      | 137     | A.O. Neapolis Piraeus, P.A.O. Thriamvos Neos Kosmos, Anagennisi Arta, Pannafpliakos, Pontioi Kozani, Polykastro, Aspida Xanthi                                                         |
| 1983–84   | 7      | 126     | Aias Salamina, Charavgiakos, Kerkyra, Panarkadikos, P.O. Elassona, Posidonas Nea Michaniona, Iraklis Kavala                                                                            |
| 1984–85   | 7      | 126     | Ergotelis, Ilioupoli, A.O. Agrinio, Kalamata, Achilleas Farsala, A.E. Alexandria, Panthrakikos                                                                                         |
| 1985–86   | 7      | 131     | Peramaikos, Olympiacos Chalkida, A.P.S. Patra, Panargiakos, Pyrsos Grevena, Megas Alexandros Thessaloniki, Nestos Chrisoupolis                                                         |
| 1986–87   | 7      | 130     | Aris Nikaia, Enosi Atromitou-Rethymniakou, Messiniakos, Achaiki, Anagennisi Kolindros, Anagennisi Neapoli Thessaloniki, Pandramaikos                                                   |
| 1987–88   | 4      | 73      | Achilleas Farsala, Asteras Ampelokipoi, A.O. Sparti, P.A.O. Thriamvos |
| 1988–89   | 4      | 70      | Pontioi Veria, Anagennisi Giannitsa, Panetolikos, Rodos |
| 1989–90   | 6      | 116     | Aspida Xanthi, Anagennisi Chalkidona, Lamia, Paniliakos, Aris Nikaia, Haidari |
| 1990–91   | 10     | 218     | Pandramaikos, Posidonas Nea Michaniona, Panargiakos Argos Orestiko, A.P.S. Patra, Apollon Larissa, Fostiras, Rodos, Pannafpliakos, Anagennisi Arta, Posidonas Iraklio                  |
| 1991–92   | 12     | 231     | Irodotos, Aiolikos, Ethnikos Asteras, Chalkida, Panarkadikos, Fokikos, Kerkyra, Anagennisi Karditsa, Kilkisiakos, Odysseas Kordelio, Pontioi Kozani, Ethnikos Alexandroupoli           |
| 1992–93   | 12     | 217     | Chania, Ialysos, Acharnaikos, Keratsini, Erani Filiatra, A.P.S. Patra, Velissarios Ioannina, Niki Volos, Apollon Krya Vrysi, Keravnos Kolchiko, Iraklis Ptolemaida, Nestos Chrisoupoli |
| 1993–94   | 12     | 215     | Agios Nikolaos, Varvasiakos Chios, Fostiras, Chalkida, AO Sparti, A.E.Messolonghi, PAS Acheron Kanallaki, Lamia, Almopos Aridaea, Agrotikos Asteras, Tyrnavos, Orestis Orestiada       |
| 1994–95   | 8      | 146     | Enosi Rodou-Diagoras, A.O. Marko, A.O. Pyrgos 79, Panegialios, Fokikos, Kozani, Ampelokipi Thessaloniki, Nigrita                                                                       |
| 1995–96   | 6      | 110     | Egaleo, Ergotelis, Nafpaktiakos Asteras, Kerkyra F.C., Iraklis Ptolemaidas, Lykoi |
| 1996–97   | 6      | 108     | Agia Eleousa, Keratsini, Pamisos Messini, Preveza, Kozani, Orfeas Alexandroupoli |
| 1997–98   | 6      | 107     | Atromitos, Argesani Naxos, Achaiki, Karditsa, Apollon Krya Vrysi, Kilkisiakos |
| 1998–99   | 6      | 108     | Akratitos, Chalkidona, Leonidio, Thesprotos, Ethnikos Katerini, A.S. Neapolis Thessaloniki                                                                                             |
| 1999–2000 | 4      | 64      | Acharnaikos, Patraikos Patra, Lamia, Ampelokipi Thessaloniki |
| 2000–01   | 4      | 64      | Fostiras, Chania, Kerkyra, Kassandria |
| 2001–02   | 4      | 65      | Thrasyvoulos, Levadiakos, Niki Volos, Agrotikos Asteras |
| 2002–03   | 10     | 159     | Doxa Drama, Pontiakos Nea Santa, Veria, Pierikos, Averof Ioannina, Chalkida, Rodos, Ilisiakos, Thyella Patra, P.O. Atsaleniou                                                          |
| 2003–04   | 10     | 159     | Pandramaikos, Thermaikos, Kozani, Apollon Larissa, Panetolikos, Lamia, A.O. Mani Piraeus, Haidari, Achaiki, Irodotos                                                                   |
| 2004–05   | 10     | 153     | Panthrakikos, Polykastro, Pierikos, Trikala, AE Giannena, Messiniakos, Diagoras, Aiolikos, Asteras Tripoli, Ionia Chania                                                               |
| 2005–06   | 10     | 159     | Doxa Gratini, PAO Neoi Epivates, Ethnikos Katerini, Odysseas Androutsos, Nafpaktiakos Asteras, Zakynthos, Thiva, Ilioupoli, Koropi, O.F. Ierapetra                                     |
| 2006–07   | 10     | 156     | Prosotsani, Anagennisi Giannitsa, Ptolemaida-Lignitorychoi, Olympiakos Volos, Preveza, Panegialios, Korinthos, Fostiras, Aias Salamina, Neos Asteras Rethymno                          |
| 2007–08   | 10     | 160     | Odysseas Anagennisi, Makedonikos, Pyrsos, Fokikos, Ethnikos Filippiada, Zakynthos, Panargiakos, Agia Paraskevi, Keravnos Keratea, Chersonissos                                         |
| 2008–09   | 10     | 161     | Visaltiakos Nigrita, Anagennisi Epanomi, Kozani, Trikala, Doxa Kranoula, Panegialios, Enosi Panaspropyrgiakou Doxas, Rouf, Saronikos, Platanias                                        |
| 2009–10   | 10     | 161     | Megas Alexandros Irakleia Serres, Aetos Skydra, Pontioi Katerini, Tyrnavos, Nafpaktiakos Asteras, Paniliakos, Iraklis Psachna, Apollon Smyrni, AEL Kalloni, Chania                     |
| 2010–11   | 10     | 157     | Ethnikos Gazoros, Apollon Kalamarias, Vataniakos, Oikonomos Tsaritsani, Tilikratis, Kalamata, Asteras Magoula, PAOK Glyfada, Proodeftiki, Rouvas                                       |
| 2011–12   | 10     | 141     | Ethnikos Sidirokastro, Odysseas Kordelio, Platamon Academy, Anagennisi Karditsa, Kassiopi, Panegialios, Korinthos, Fostiras, Acharnaikos, Episkopi                                     |
| 2012–13   | 10     | 107     | Aris Akropotamos, Iraklis Ambelokipi, Kozani, Lamia, A.E.Messolonghi, Panopoulo F.C., A.E. Ermionida, Egaleo, Ionikos, P.O. Atsaleniou                                                 |

## Títulos por equipo
| Títulos | Club                     | Años Campeón                                  |
| ------- | ------------------------ | --------------------------------------------- |
| 5       | Fostiras                 | 1990–91, 1993–94, 2000–01, 2006–07, 2011–12   |
| 5       | Kozani                   | 1994–95, 1996–97, 2003–04, 2008–09, 2012–13   |
| 5       | Lamia                    | 1989–90, 1993–94, 1999–2000, 2003–04, 2012–13 |
| 4       | Kerkyra                  | 1983–84, 1991–92, 1995–96, 2000–01            |
| 4       | Panegialios              | 1994–95, 2006–07, 2008–09, 2011–12            |
| 3       | A.P.S Patra              | 1985–86, 1990–91, 1992–93                     |
| 3       | Chalkida                 | 1991–92, 1993–94, 2002–03                     |
| 3       | Rodos                    | 1988–89, 1990–91, 2002–03                     |
| 3       | Pandramaikos             | 1986–87, 1990–91, 2003–04                     |
| 3       | Achaiki                  | 1986–87, 1997–98, 2003–04                     |
| 3       | Fokikos                  | 1991–92, 1994–95, 2007–08                     |
| 3       | Nafpaktiakos Asteras     | 1995–96, 2005–06, 2009–10                     |
| 3       | Acharnaikos              | 1992–93, 1999–2000, 2011–12                   |
| 2       | Achilleas Farsala        | 1984–85, 1987–88                              |
| 2       | P.A.O. Thriamvos         | 1982–83, 1987–88                              |
| 2       | Aspida Xanthi            | 1982–83, 1989–90                              |
| 2       | Aris Nikaia              | 1986–87, 1989–90                              |
| 2       | Posidon Nea Michaniona   | 1983–84, 1990–91                              |
| 2       | Pannafpliakos            | 1982–83, 1990–91                              |
| 2       | Anagennisi Arta          | 1982–83, 1990–91                              |
| 2       | Panarkadikos             | 1983–84, 1991–92                              |
| 2       | Pontioi Kozani           | 1982–83, 1991–92                              |
| 2       | Nestos Chrisoupoli       | 1985–86, 1992–93                              |
| 2       | AO Sparti                | 1987–88, 1993–94                              |
| 2       | Ergotelis                | 1984–85, 1995–96                              |
| 2       | Iraklis Ptolemaida       | 1992–93, 1995–96                              |
| 2       | Keratsini                | 1992–93, 1996–97                              |
| 2       | Apollon Krya Vrysi       | 1992–93, 1997–98                              |
| 2       | Kilkisiakos              | 1991–92, 1997–98                              |
| 2       | Ampelokipoi Thessaloniki | 1994–95, 1999–2000                            |
| 2       | Niki Volos               | 1992–93, 2001–02                              |
| 2       | Agrotikos Asteras        | 1993–94, 2001–02                              |
| 2       | Apollon Larissa          | 1990–91, 2003–04                              |
| 2       | Panetolikos              | 1988–89, 2003–04                              |
| 2       | Haidari                  | 1989–90, 2003–04                              |
| 2       | Irodotos                 | 1991–92, 2003–04                              |
| 2       | Panthrakikos             | 1984–85, 2004–05                              |
| 2       | Polykastro               | 1982–83, 2004–05                              |
| 2       | Pierikos                 | 2002–03, 2004–05                              |
| 2       | Messiniakos              | 1986–87, 2004–05                              |
| 2       | Aiolikos                 | 1991–92, 2004–05                              |
| 2       | Ethnikos Katerini        | 1998–99, 2005–06                              |
| 2       | Ilioupoli                | 1984–85, 2005–06                              |
| 2       | Anagennisi Giannitsa     | 1988–89, 2006–07                              |
| 2       | Preveza                  | 1996–97, 2006–07                              |
| 2       | Aias Salamina            | 1983–84, 2006–07                              |
| 2       | Pyrsos                   | 1985–86, 2007–08                              |
| 2       | Zakynthos                | 2005–06, 2007–08                              |
| 2       | Panargiakos              | 1985–86, 2007–08                              |
| 2       | Trikala                  | 2004–05, 2008–09                              |
| 2       | Tyrnavos                 | 1993–94, 2008–09                              |
| 2       | Paniliakos               | 1989–90, 2009–10                              |
| 2       | Chania                   | 1992–93, 2009–10                              |
| 2       | Kalamata                 | 1984–85, 2010–11                              |
| 2       | Odysseas Kordelio        | 1991–92, 2011–12                              |
| 2       | Anagennisi Karditsa      | 1991–92, 2011–12                              |
| 2       | Korinthos                | 2006–07, 2011–12                              |
| 2       | A.E.Messolonghi          | 1993–94, 2012–13                              |
| 2       | Egaleo                   | 1995–96, 2012–13                              |
| 2       | P.O. Atsaleniou          | 2002–03, 2012–13                              |
| 1       | 106 equipos              |                                               |

## Participaciones
Lista de los equipos con más participaciones en la cuarta división:
| Club                                       | Temporadas |
| ------------------------------------------ | ---------- |
| A.O.Karditsa                               | 28         |
| Achaiki                                    | 26         |
| Preveza, Asteras Amaliada, Pamisos Messini | 25         |
| Atsalenios                                 | 24         |
| Apollon Larissa                            | 22         |
| Tilikratis, Nestos Chrysoupoli             | 21         |
| Moshato, Aetos Skydra, Pandramaikos        | 20         |